# Orthodoxe Kirchen in Griechenland

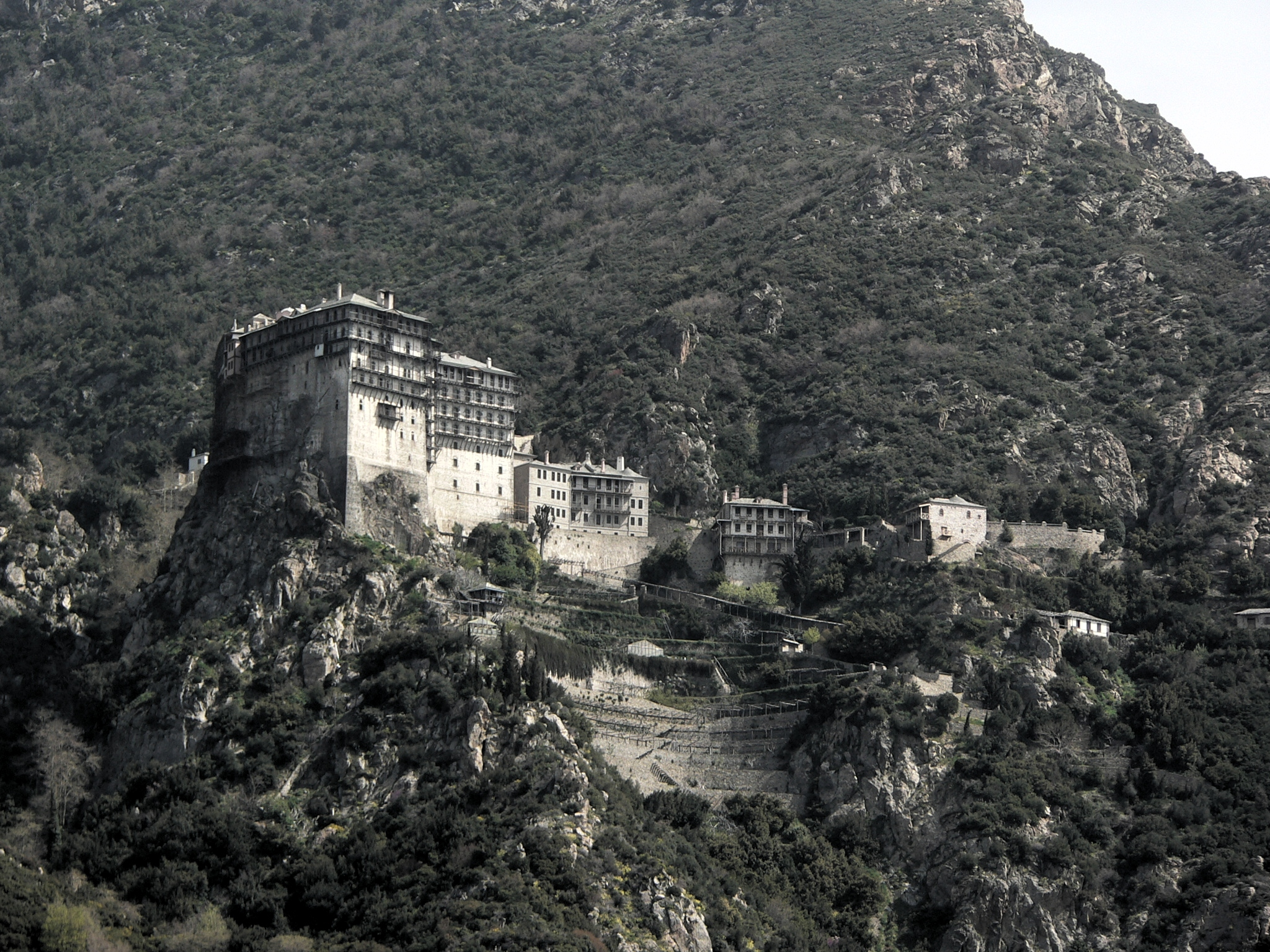
Kloster Simonas Petras auf dem Athos

Die Flagge der Paläologen als Symbol orthodoxer Kirchen

Orthodoxe Kirchen in Griechenland sind die Kirche von Griechenland, einige Diözesen des Ökumenischen Patriarchats von Konstantinopel sowie einige kleine altkalendarische Kirchen.

## Bedeutung
Zu ihnen zählen sich etwa 97 Prozent der Bevölkerung, das orthodoxe Christentum ist verfassungsgemäß Staatsreligion. Die religiöse Zugehörigkeit spielt eine erhebliche Rolle als Identifikationsmerkmal bei der Bildung der griechischen Nation. Nachdrückliches Bekenntnis zu religiösen Riten ist daher weit verbreitet unter der orthodoxen Bevölkerung.

## Eigenbezeichnung in Griechenland
In Griechenland ist der Begriff „griechisch-orthodoxe Kirche“ unüblich, die orthodoxe Mehrheit bezeichnet sich als orthodoxe Christen (neugriechisch Χριστιανοί Ορθόδοξοι Christianoí Orthódoxoi) ohne jeglichen Zusatz und ohne Unterscheidung zu anderen orthodoxen Christen. Früher war auch in urchristlicher Tradition der Begriff katholische Christen (neugriechisch Καθολικοί Χριστιανοί Katholikoí Christianoí) gebräuchlich, wobei „katholisch“ als griechischer Begriff für ‚allgemeingültig, universell‘ steht. Da „katholisch“ jedoch mit der römisch-katholischen Kirche assoziiert wird, wird meist wegen der Verwechslungsgefahr darauf verzichtet.

## Kirche von Griechenland
Die Kirche von Griechenland erklärte sich 1833 als unabhängig (autokephal) vom Ökumenischen Patriarchat von Konstantinopel, was erst 1850 vom Patriarchen auch anerkannt wurde.
Das kirchliche Oberhaupt ist der Erzbischof von Athen. Der Kirche gehören einschließlich der „Neuen Länder“ etwa zehn Millionen orthodoxe Christen an.

## Ökumenisches Patriarchat von Konstantinopel
Zum Ökumenischen Patriarchat von Konstantinopel gehören in Griechenland das halbautonome Erzbistum Kreta (Kirche von Kreta), die Dodekanes, die Klöster auf dem Athos, sowie die Gebiete der Neuen Länder, die jedoch vom Erzbistum Athen mit verwaltet werden.

### Kirche von Kreta
Die Kirche von Kreta ist seit 1898 halbautonom gegenüber dem Ökumenischen Patriarchen und hat einen eigenen Synod. Seit 1913 ist sie organisatorisch an die Kirche von Griechenland angelehnt. Sie hat einen Erzbischof mit Sitz in Heraklion (neugriechisch Ηράκλειο Iráklio) und sieben Metropoliten.

### Klöster auf dem Athos
Die Klöster in der Mönchsrepublik Athos unterstehen ebenfalls dem Ökumenischen Patriarchat von Konstantinopel.

### Neue Länder
Die 36 Metropoliten der Gebiete in Nordgriechenland und der Agäis, die erst seit den Balkankriegen in den Jahren 1912–1913 bzw. seit dem Vertrag von Neully 1919 (Westthrakien) zum griechischen Staat gehören, unterstehen hierarchisch weiterhin dem Ökumenischen Patriarchen. Sie wurden durch ein Gesetz 1927 und zwei Patriarchatsakte 1928 „kommissarisch“ der Kirche Griechenlands unterstellt, bleiben aber in geistlicher Hinsicht dem Patriarchat angeschlossen. Auch wenn die Metropoliten vom Heiligen Synod in Athen gewählt werden, hat der Patriarch ein Mitspracherecht und kann Kandidaten aus der Liste streichen.
Ein Streit um das Ernennungsrecht der Bischöfe der „Neuen Länder“ führte 2004 zur Exkommunikation von Erzbischof Christodoulos I. durch den Ökumenischen Patriarchen Bartholomäus I. Der Streit darüber wurde jedoch nach wenigen Monaten beigelegt, und die Beziehungen wurden wieder harmonisch. Bartholomäus leitete auch den Gottesdienst zu Christodoulos’ Begräbnis, wie es dieser in seinem letzten Willen gewünscht hatte.

### Dodekanes
Die vier Metropoliten der Inselgruppe Dodekanes im südöstlichen Teil der Ägäis sind seit 1946 an die Kirche von Griechenland angelehnt, unterstehen aber kirchenrechtlich direkt dem Ökumenischen Patriarchen.

## Altkalendarische Kirchen
1924 bildeten sich nach der Einführung des Neujulianischen Kalenders Gemeinden, die den alten Julianischen Kalender beibehielten und eine eigene Organisation schufen.
1935 wurden durch Metropolit Chrysostomos die ersten vier Bischöfe der neuen Kirche geweiht. Seit 1937 gab es einige Abspaltungen.

### Chrysostomos-Richtung
- Kirche der wahren Christen Griechenlands (Chrysostomos-Synode), seit 1924, erste Organisation der Altkalendarier, größte Kirche
- Kirche der wahren Christen Griechenlands (Kallinikos-Synode), auch Genuin Orthodoxe Kirche von Griechenland, 1985 abgespalten
- Heilige Metropolitansynode des Väterlichen Kalenders der Kirche der wahren Christen Griechenlands, 2007 abgespalten von Kallinikos-Synode

### Matthaios-Richtung
- Kirche der wahren Christen Griechenlands (Matthaios-Synode), 1937 abgespalten wegen der Versuche der Wiederannäherung von Metropolit Chrysostomos an die Kirche von Griechenland
- Kirche der wahren Christen Griechenlands (Kirykos-Synode), auch Wahre Orthodoxe Kirche Griechenlands, 2005 abgespalten